# Харолд и Мод (тв театрална постановка)
Вижте пояснителната страница за други значения на Харолд и Мод.
„Харолд и Мод“ е телевизионна театрална постановка на Българска телевизия от 1978 година на режисьора Хачо Бояджиев по пиесата на Колин Хигинс. Отговорен оператор е Алеко Кузов. Композитор е Борис Карадимчев.

## Актьорски състав
- Стефан Данаилов – Харолд
- Леда Тасева – Мод
- Маргарита Дупаринова – г-жа Шазен, майката на Харолд
- Соломон Аладжем – докторът
- Константин Коцев – инспектор Бернар
- Иван Кутевски – сержант Допел
- Вельо Горанов – свещеникът
- Галина Котева – Роз Д' Оранж
- Елена Мирчовска – Силви Газел
- Зорка Георгиева – Нанси Марш
- Веселин Борисов – градинарят
- Стефан Пейчев – главният градинар
- Галя Александрова – Мари